# Cueta punctatissima
Cueta punctatissima är en insektsart som först beskrevs av Gerstaecker 1894.  Cueta punctatissima ingår i släktet Cueta och familjen myrlejonsländor. Inga underarter finns listade i Catalogue of Life.